# جيمس روزين
جيمس روزين (بالإنجليزية: James Rosen)‏ هو محامي وقاضي أمريكي، ولد في 23 أكتوبر 1909 في بروكلين في الولايات المتحدة، وتوفي في 18 نوفمبر 1972 في ويست نيو يورك في الولايات المتحدة.